# Les Bijoux de Georges Braque
Les Bijoux de Georges Braque sont des œuvres réalisées par le diamantaire Heger de Löwenfeld, à partir de gouaches du peintre Georges Braque qu'il a mises en volume. Entre 1961 et jusqu'à la mort de Braque, puis jusqu'à la mort du diamantaire (1996), qui a poursuivi l'œuvre, les bijoux ont été créés sous diverses formes, tout en portant le même nom (Héra 1962, Héra 1963).
Tous les biographes s'accordent à dire que Braque a participé à la réalisation de bijoux dans les deux dernières années de sa vie. À partir de fin 1961, le peintre, fatigué et malade, « avec le teint cireux du cancer », a ralenti son rythme. Ce qui ne l'empêche pas de travailler encore à de grands tableaux, comme La Sarcleuse. Emporté par un infarctus cérébral, il peindra jusqu'à son dernier souffle, retouchant sans cesse La Sarcleuse et réalisant des petits formats moins contraignants, des gouaches qui allaient devenir des bijoux.

## Les gouaches et les bijoux
Georges Braque a commencé à travailler en septembre 1961 sur une représentation en volume de sa Tête grecque qu'il a présentée au lapidaire Heger de Löwenfeld pour une mise en volume.
Ce sont les 110 gouaches de l'artiste, réalisées de 1961 à 1963, qui ont servi de base aux bijoux exécutés de 1962 à 1963. Ils ont été exposés au Musée des arts décoratifs de Paris du 22 mars au 14 mai 1963. Certaines pièces sont visibles sur le site du musée des arts décoratifs de Paris ou sur celui du musée Georges Braque de Saint-Dié-des-Vosges. Les thèmes récurrents des 110 gouaches de l'artiste sont les oiseaux en vol, et les figures humaines ou animalières de la mythologie grecque. Des reproductions d'après les gouaches sont encore en vente sur le site d'un bijoutier.
L'intégralité des bijoux achetés par l'État se trouve au musée des arts décoratifs, création et dessin : Georges Braque ; réalisation : France Heger de Löwenfeld ; France (vers 1962). Alcyone, collier (1962), or serti de diamants (29 × 14,5 × 26 cm).
Il est bien précisé que c'est en 1961 que le peintre a commencé les dessins dont la réalisation a eu lieu à partir de 1962 ou bien au Centre national d'art et de culture Georges-Pompidou : « 1963, Héra, orfèvrerie, or et saphirs sur clip de platine (3 × 4,3 × 8 cm), acquisition de l'État, 1969, attribution au musée national d'Art moderne, 1969, numéro d'inventaire : AM 1249 OA, centre Pompidou, consultable sur le site du centre Pompidou virtuel et 1962, Métamorphose d'Eos, camée d'onyx sur bague d'or (2,2 × 1,8 cm, diamètre : 1,9 cm), inscriptions : S. R. : G. Braque, donation Mme Georges Braque, 1965, numéro d'inventaire : AM 1208 OA. »
Après la mort de Braque, Heger de Löwenfeld a reproduit diverses œuvres du peintre sous forme de gouaches servant de maquette à de nouveaux bijoux jusqu'en 1996, année où le lapidaire a été victime d'une deuxième hémiplégie. Pour lever toute confusion, les gouaches de Löwenfeld sont signées de sa main, et non de Georges Braque, ainsi qu'on peut le voir sur les sites de ventes aux enchères où les œuvres sont présentées à titre d'« Hommage aux bijoux de Braque » comme Asteria, ou Eudora dont la lithographie a été exécutée d'après Georges Braque, et signée par le lapidaire. De même pour Circé sur le site Invaluable. Lorsque les travaux sont de la main du peintre, ils sont présentés comme tels : Pélias et Nélée, tapisserie signée de Georges Braque.
On en retrouve des exemplaires dans les ventes aux enchères des maisons spécialisées : Millon et associés, la maison Tajan de Monte-Carlo, l'hôtel des ventes de Cannes, l'hôtel Drouot. Le 25 novembre 2009, à l'Hôtel Drouot, une vente aux enchères de sculptures et bijoux de Braque, a eu lieu au profit de la Croix-Rouge française.
Lors de la vente Tajan de Monte-Carlo, du 5 août 2003, aux numéros 127 à 131 de la page 42 du catalogue, la vente comprenait les bijoux : Hécate, broche bleue sur fond or ; Hébé, broche figurant des poissons, ;  Mérope, collier et le pendentif Zétès et Calaïs, figurant des colombes, ; Mélissa, bague figurant une colombe pavée de diamants ; Thalia, broche représentant deux oiseaux en or lisse et en or ciselé. Une photo de la princesse Grace Kelly portant un modèle similaire à la broche Thalia est présentée sur le catalogue. Cette broche est mentionnée sur le catalogue de l'hôtel Drouot lors de la vente du 19 novembre 2006. Elle a été réalisée pour la princesse Grace, d'après une gouache de Georges Braque, intitulée Les Trois Grâces, signée de l'artiste en 1962,.
Fernand Mourlot précise que les dernières lithographies de Braque datent de 1963. Il a réalisé la toute dernière pour l'affiche de l'exposition « Les Bijoux de Braque », au musée des arts décoratifs de Paris. Avant cela, il mettait une dernière main en 1962 à Lettera amorosa de René Char, paru en 1963. On ne connaît pas la liste intégrale de ces bijoux, car il n'existe pas de catalogue raisonné des œuvres de Georges Braque.

## Liste sélective
La liste ci-dessous s'appuie uniquement sur les œuvres de joaillerie répertoriées soit par le musée des arts décoratifs de Paris, soit par la liste donnée dans les sites de vente aux enchères, ou par les joailliers qui continuent à reproduire les bijoux de Braque, la liste intégrale n'existant pas, comme du reste le catalogue raisonné de tout l'œuvre de Braque.
- Hécate, bague représentant le profil d'Hécate, que le peintre a offert à sa femme[1]. Toutes les gouaches étaient inspirées des personnages de la mythologie grecque[24]
- Tithonos, représentant un oiseau, a été éditée en pendentif et broche[25]
- Hécate, broche bleue sur fond or[20]
- Hébé, broche figurant des poissons[26]
- Mérope, collier avec pendentif Zétès et Calaïs, figurant des colombes[17],[26]
- Mélissa, bague figurant une colombe pavée de diamants[17]
- Thalia, broche figurant deux oiseaux en or lisse et en or ciselé[17]. Une photo de la princesse Grace Kelly portant la broche Thalia est présentée sur le catalogue[17]. Cette broche est mentionnée sur le catalogue de l'hôtel Drouot lors de la vente du 19 novembre 2006. Elle a été réalisée pour la princesse Grace d'après une gouache de Georges Braque, intitulée Les Trois Grâces, signée de l'artiste en 1962[17],[27].
- Iris, broche en or blanc et saphir, représentant un oiseau exposé au musée de Saint-Dié-des-Vosges[28]
- Odysseus, broche en labradorite, or, émail et opale du Mexique, représentant un poisson[29]
- Thyria, clip en or érodé et rubis figurant un oiseau[30]
- Hemera, broche en turquoise, saphir bleu, diamant et or représentant un oiseau[31]
- Pandia, parure en or avec motifs lunaires[32]
- Rhodos, clip en fil d’or et citrine madère représentant une étoile[33]
- Idye et Arethuse, bague en or jaune gravée « Bijoux de G. Braque », et numérotée 1/8, mise en vente aux enchères Millon-Cornette de Saint-Cyr (Millon associés)[34]
- Démophon, pendentif de forme carrée en lapis-lazuli, orné d’un motif papillon en or collection Heger de Löwenfeld vente[35]
- Atalante, boucles d’oreilles en or, réalisées d’après la gouache signée de Georges Braque, numérotées 2/8 Millon et associés[36]
- Procris, bague or et émail bleu numérotée 7/8[37]
- Iris, broche en or[38]
- Mérope Gaea, bracelet Mérope en or orné de 5 breloques, Iris, Tithonos, Calaïsso, Circé et Scamandre, numéroté 4/8, maison de vente Millon[39]
- Astarté, broche en or et perle de Tahiti (12,5 mm), numérotée 2/8 maison de vente aux enchères Million et associés[40]
- Astéria, pendentif en or et œil en émeraude (Georges Braque, 1963), ancienne collection Heger de Löwenfeld, acquis par l’État français, maison de vente aux enchères Million et associés[41]
- La Métamorphose d'Eos (1962), oiseau blanc représentant l'aurore. Le peintre a porté une chevalière avec ce motif pendant la dernière année de sa vie[5], [42]
- Hadès (1962), clip, figure en diamant, avec des cornes, motif en or  (4,3 × 6 cm), dépôt du Fonds national d'art contemporain[43]
- Héméra (1962), clip, oiseau de diamant, astre en opale de feu sur un nuage de diamant (4,1 × 5,2 cm), musée des arts décoratifs, dépôt du Fonds national d'art contemporain[44]
- Séléné (1962), clip, figure d'or parée de diamant, à l'œil en rubis d'Orient  (4,5 × 5,8 cm), dépôt du Fonds national d'art contemporain[45],
- Hécate II (1962), clip, profil en turquoise bordé de diamant sur fond d'or (4 cm de diamètre), dépôt du Fonds national d'art contemporain[46]
- Héra (1962), clip, figure en or, vagues en saphir dans du platine (4,3 × 6 cm), dépôt du Fonds national d'art contemporain[47]
- Alcyone (1962), création et dessin : Georges Braque ; réalisation : Heger de Löwenfeld (vers 1962)[8].
- Héra (1963), orfèvrerie, or et saphirs sur clip de platine (3 × 4,3 × 8 cm), acquisition de l'État (1969), attribution au musée national d'Art moderne (1969), numéro d'inventaire : AM 1249 OA, centre Pompidou, consultable sur le site du centre Pompidou virtuel[48]

Il est bien précisé sur le site du musée des arts décoratifs de Paris que les dessins commencés en 1961 sont de la main de Georges Braque, et l'exécution du bijou par le lapidaire Henri de Löwenfeld (collier Alcyone), et que c'est en 1961 que le peintre a commencé les dessins dont la réalisation a eu lieu à partir de 1962.